# Rhys Hollyman
Rhys Hollyman (Willowdale, Ontario, 1970. január 30. –) kanadai profi jégkorongozó.

## Pályafutása
Komolyabb karrierjét az Ohio állambeli Miami Egyetemen kezdte 1988-ban és 1991-ig játszott az egyetemi csapatban. Az 1989-es NHL-drafton a Minnesota North Stars választotta ki az ötödik kör 97. helyén. A National Hockey League-ben sosem játszott. Az egyetem után egy év szünet következett, majd az ECHL-es Louisville Icehawksban kezdte meg felnőtt pályafutását. Még ebben az idényben átkerült a szintén ECHL-es Wheeling Thunderbirdsbe és hét mérkőzés erejéig felhívták az AHL-es Cape Breton Oilersbe. 1993–1994-ben a Huntsville Blastban és a Dayton Bombersben szerepelt. 1994–1995-ben a SuHL-es West Palm Beach Blazeben és a CoHL-es Brantford Smokeban játszott. A szezon végén visszavonult.